# Johannes Nicolaus Brønsted

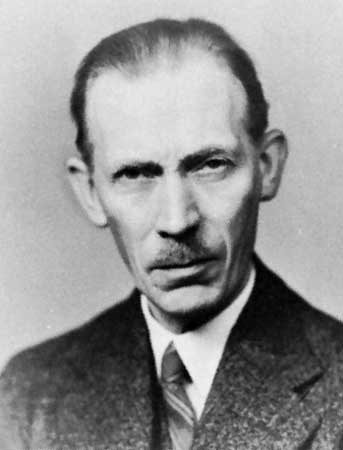
Johannes Brønsted

Johannes Nicolaus Brønsted (Varde (Jutland), 22 februari 1879 – Kopenhagen, 17 december 1947) was een Deens fysisch-chemicus. 
Brønsted (soms Brönsted geschreven) studeerde in 1899 af als Ingenieur Scheikunde aan de Universiteit van Kopenhagen, waar hij in 1908 ook zijn doctoraat behaalde. Aansluitend aan zijn doctoraat werd hij aan dezelfde universiteit aangesteld als professor in de anorganische chemie en de fysische chemie.
In 1906 publiceerde hij zijn eerste werk over affiniteit, en in 1923 volgden zijn theorieën over chemische reacties tussen een zuur en een base, gebaseerd op protonen. Deze theorieën werden gelijktijdig met, maar onafhankelijk van, de Engelse chemicus Thomas Lowry opgesteld. In hetzelfde jaar bracht Gilbert Lewis eenzelfde theorie uit, die zich baseerde op elektronen. Beide theorieën worden nog steeds gebruikt.
Brønsted werd een autoriteit op het vlak van katalyse (het versnellen van een chemische reactie) door middel van zuren en basen. De Brønsted-katalysevergelijking werd naar hem vernoemd.
In de Tweede Wereldoorlog kantte hij zich tegen de nazi's en werd onder andere door die politieke overtuiging gekozen in het Deense parlement in 1947. Hij kon deze functie echter niet opnemen door ziekte, en stierf kort na de verkiezing.